# Dominik Nitsche
Dominik „Dom“ Nitsche (* 11. Oktober 1990 in Minden) ist ein professioneller deutscher Pokerspieler.
Nitsche hat sich mit Poker bei Live-Turnieren knapp 20,5 Millionen US-Dollar erspielt und gehört damit zu den erfolgreichsten deutschen Pokerspielern. Er gewann 2012 das Main Event der World Poker Tour und ist vierfacher Braceletgewinner der World Series of Poker, bei deren Expansion in Rozvadov er 2017 das High Roller for One Drop gewann. 2019 wurde Nitsche als einer der 50 besten Spieler der Pokergeschichte genannt.

## Pokerkarriere

### Werdegang
Nitsche lebt in Edinburgh und spielt seit 2006 Onlinepoker. Er benutzt auf der Plattform PokerStars den Nickname Bounatirou sowie auf partypoker den Namen PartyRainer und spielte als JustLuck1337 bei Full Tilt Poker. Seine Turniergewinne auf PokerStars liegen bei über 7 Millionen US-Dollar. Von 2015 bis 2022 war Nitsche Markenbotschafter der Plattform 888poker, bei der er unter dem Nickname 888Dominik spielte.
Seinen ersten Turniererfolg hatte Nitsche 2009 beim Main Event der Latin American Poker Tour im argentinischen Mar del Plata. Der erste Platz brachte ihm knapp 400.000 US-Dollar ein. Bei der World Series of Poker (WSOP) im Rio All-Suite Hotel and Casino am Las Vegas Strip gewann Nitsche 2012 sein erstes Bracelet bei einem Turnier der Variante No Limit Hold’em. Im Oktober 2012 siegte er beim Main Event der World Poker Tour (WPT) in Johannesburg und erhielt eine Siegprämie von mehr als 200.000 US-Dollar. Mitte Oktober 2013 belegte Nitsche beim Main Event der World Series of Poker Europe in Enghien-les-Bains den mit 400.000 Euro dotierten dritten Platz. Im Mai 2014 gewann er die National Championship der WSOP und erhielt rund 350.000 US-Dollar sowie sein zweites Bracelet. Im Juni 2014 sicherte sich Nitsche bei der WSOP-Hauptturnierserie ein weiteres Bracelet und löste damit Phil Ivey als jüngsten Gewinner dreier Bracelets ab. Dieser Rekord wird seit 2017 vom Spanier Adrián Mateos gehalten. Im Juni 2016 belegte Nitsche beim Aria Super High Roller im Aria Resort & Casino am Las Vegas Strip den zweiten Platz hinter Fedor Holz und erhielt ein Preisgeld von rund 630.000 US-Dollar. Von April bis Dezember 2016 spielte Nitsche als Teil der Berlin Bears in der Global Poker League und erreichte mit seinem Team das Finale. Anfang November 2017 gewann er das 111.111 Euro teure High Roller for One Drop der World Series of Poker Europe im King’s Resort in Rozvadov. Dafür setzte er sich im Heads-Up gegen seinen Landsmann Andreas Eiler durch und erhielt seine bisher höchste Siegprämie von knapp 3,5 Millionen Euro sowie sein viertes Bracelet. Mitte Februar 2018 siegte Nitsche beim High Roller der partypoker Millions Germany mit einer Siegprämie von 300.000 Euro. Im März 2018 belegte er beim Super High Roller Bowl China in Macau den vierten Platz und erhielt umgerechnet knapp 1,7 Millionen US-Dollar Preisgeld. Mitte April 2018 wurde Nitsche beim Main Event der partypoker Millions in Barcelona Vierter und sicherte sich 800.000 Euro. Ende Oktober 2018 erreichte er als Chipleader den Finaltisch beim Super High Roller der World Series of Poker Europe in Rozvadov und belegte den fünften Platz, der mit rund 575.000 Euro bezahlt wurde. Mitte Januar 2019 wurde Nitsche beim High Roller des PokerStars Caribbean Adventures auf den Bahamas Zweiter und sicherte sich ein Preisgeld von mehr als 600.000 US-Dollar. Bei der WSOP 2019 erreichte er beim 100.000 US-Dollar teuren High-Roller-Event den Finaltisch und wurde Sechster, wofür er mehr als 450.000 US-Dollar erhielt. Im Rahmen der 50. Austragung der Turnierserie wurde Nitsche als einer der 50 besten Spieler der Pokergeschichte genannt. Im Juli 2023 erreichte er beim WPT-Main-Event im Wynn Las Vegas den Finaltisch und belegte den mit rund 700.000 US-Dollar dotierten fünften Platz.
Parallel zu seiner Pokerkarriere brachte Nitsche 2019 gemeinsam mit Markus Prinz mit DTO Poker seine eigene Pokertrainings-App auf den Markt. Die für Android- und iOS-Geräte erhältliche App kombiniert die Informationen multipler Poker-Trainingsplattformen und ermöglicht es so, sein eigenes Pokerspiel auf eine effektive Weise zu verbessern.

### Preisgeldübersicht
| Jahr   | Preisgeld (in $) | Turniersiege |
| ------ | ---------------- | ------------ |
| 2009   | 526.886          | 1            |
| 2010   | 305.754          | 0            |
| 2011   | 432.030          | 4            |
| 2012   | 952.658          | 3            |
| 2013   | 798.728          | 1            |
| 2014   | 783.065          | 2            |
| 2015   | 1.299.397        | 0            |
| 2016   | 1.491.912        | 1            |
| 2017   | 4.855.165        | 1            |
| 2018   | 5.712.180        | 4            |
| 2019   | 1.492.106        | 0            |
| 2020   | 0                | 0            |
| 2021   | 508.755          | 1            |
| 2022   | 228.047          | 0            |
| 2023   | 1.060.447        | 0            |
| 2024   | 0                | 0            |
| gesamt | 20.447.130       | 18           |

### Braceletübersicht

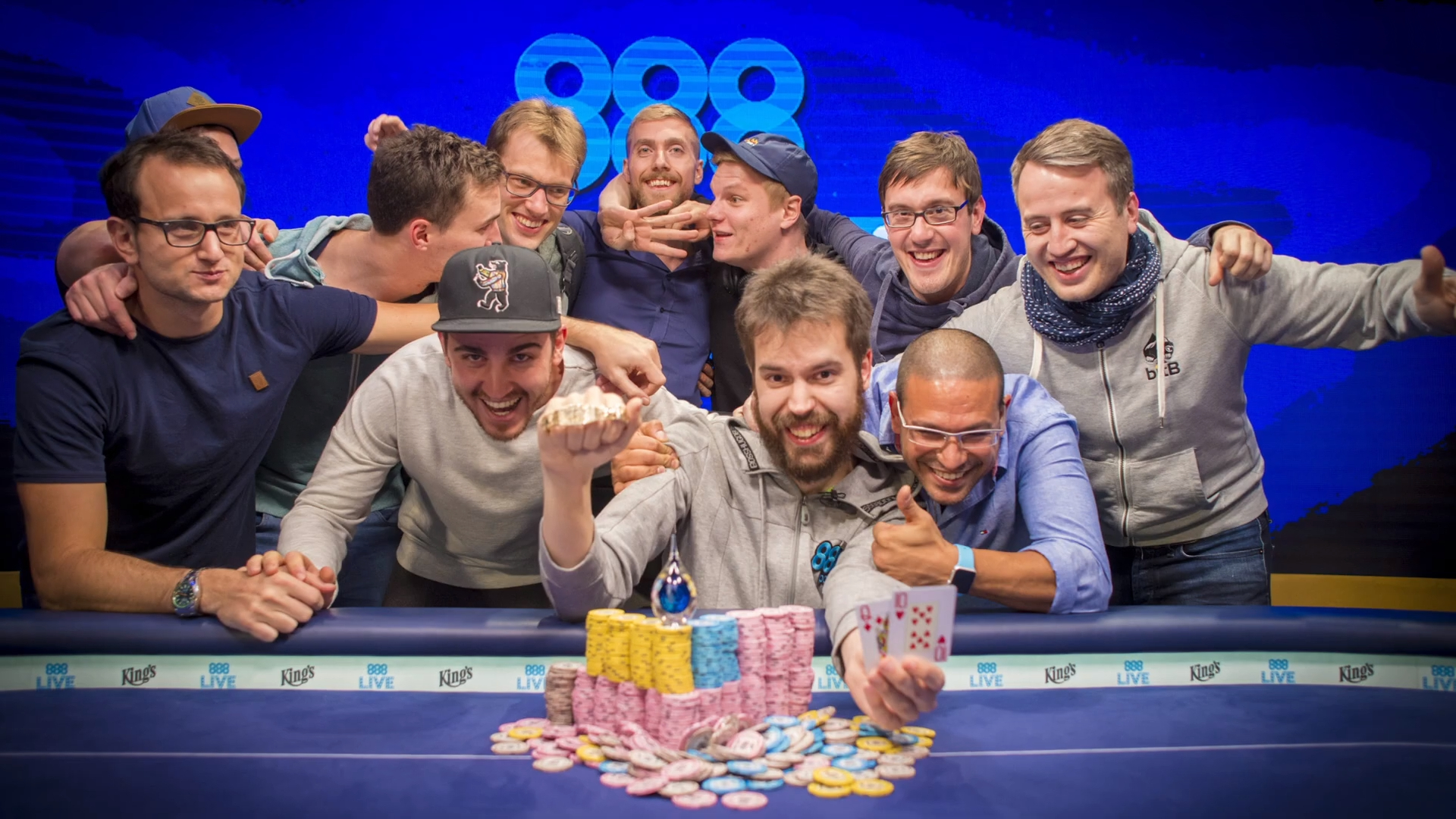
Nitsche nach dem Gewinn des High Roller for One Drop in Rozvadov (2017)

Nitsche kam bei der WSOP 56-mal ins Geld und gewann vier Bracelets:
| Jahr   | Buy-in    | Turnier                    | Teilnehmer | Preisgeld   |
| ------ | --------- | -------------------------- | ---------- | ----------- |
| 2012 E | 001.000 $ | No Limit Hold’em           | 4620       | 0.654.797 $ |
| 2014 E | 010.000 $ | WSOP National Championship | 0126       | 0.352.800 $ |
| 2014 E | 001.000 $ | No Limit Hold’em           | 2043       | 0.355.659 $ |
| 2017 E | 111.111 € | High Roller for One Drop   | 0132       | 3.487.463 € |